# Plebejus aehaja
Plebejus aehaja är en fjärilsart som beskrevs av Hans Hermann Behr 1867. Plebejus aehaja ingår i släktet Plebejus och familjen juvelvingar. Inga underarter finns listade i Catalogue of Life.